# Epidemie
Epidemia (din latină epidemia, prin franceză épidémie) este extinderea unei boli contagioase într-un timp scurt, prin contaminare, la un număr mare de persoane dintr-o localitate, regiune etc. (Sinonim: molimă).
Atunci când o epidemie se extinde pe un teritoriu foarte mare, cuprinzând într-un timp relativ scurt toată populația dintr-o țară, din mai multe țări sau chiar din continente întregi, aceasta poartă denumirea de pandemie.